# Lycaeides australissima
Lycaeides australissima är en fjärilsart som beskrevs av Ruggero Verity 1919. Lycaeides australissima ingår i släktet Lycaeides och familjen juvelvingar. Inga underarter finns listade i Catalogue of Life.